# France Inter
France Inter és una ràdio pública generalista francesa creada el 16 de febrer de 1947 amb el nom de Paris Inter. El 1963 va adoptar el nom actual. Forma part del grup Radio France. El seu lema des de 2006 és «France Inter, la différence» (France Inter: la diferència).
France Inter emetia fins al 31 de desembre del 2016 en ona llarga a la freqüència de 162 kHz, que gràcies a la gran potència del seu transmissor, es podia sentir al nord del nostre país. Disposa d'una àmplia cobertura en FM, que abraça la pràctica totalitat del territori francès. Els seus programes es poden seguir també per mitjà d'Internet. És la tercera ràdio més escoltada de França.

## Història
Paris Inter va començar a emetre després de la Segona Guerra Mundial, fent servir un transmissor abandonat per l'exèrcit nord-americà. La primera emissió es va produir el 16 de febrer de 1947 a la zona de París. El 29 de desembre de 1957 va passar a anomenar-se France 1 i, posteriorment, durant només uns mesos, RTF Inter. El 8 desembre de 1963 va adoptar el nom actual després de celebrar un concurs entre els seus oïdors.
El 1947 France Inter es va integrar en el grup Radiodiffusion française (RDF, anomenada després RTF i finalment ORTF). Actualment forma part de Radio France.

## Programació destacada
- Le Masque et la Plume. En emissió des de 1955. És un dels programes culturals més antics de la ràdio francesa.
- Le Jeu des 1000 euros. En emissió des de 1959. El seu nom original era Le Jeu des 1000 francs. És un concurs de cultura general.
- Pop Club. En emissió entre 1965 i 2005. Programa cultural, considerat de culte. Va ser presentat per 40 anys, de forma ininterrompuda, per José Artur. Jane Birkin va cantar la seva sintonia durant els anys 80.
- Le téléphone sonne. En emissió des de 1978. És un programa en directe on els oïdors poden opinar sobre diferents temes d'actualitat.
- Là-bas si j'y suis. En emissió des de 1989. És un programa de reportatges.
- Le sept - dix. En emissió des de 1999. Ha anat variant de denominació des de la seva creació cridant-se primer Le sept-neuf, i després Le sept-neuf trente. És un informatiu matinal.